# Panaeolus olivaceus
Panaeolus olivaceus är en svampart som beskrevs av F.H. Møller 1945. Enligt Catalogue of Life ingår Panaeolus olivaceus i släktet Panaeolus, ordningen Agaricales, klassen Agaricomycetes, divisionen basidiesvampar och riket svampar, men enligt Dyntaxa är tillhörigheten istället släktet Panaeolus, familjen Bolbitiaceae, ordningen Agaricales, klassen Agaricomycetes, divisionen basidiesvampar och riket svampar. Arten är reproducerande i Sverige. Inga underarter finns listade i Catalogue of Life.

## Källor

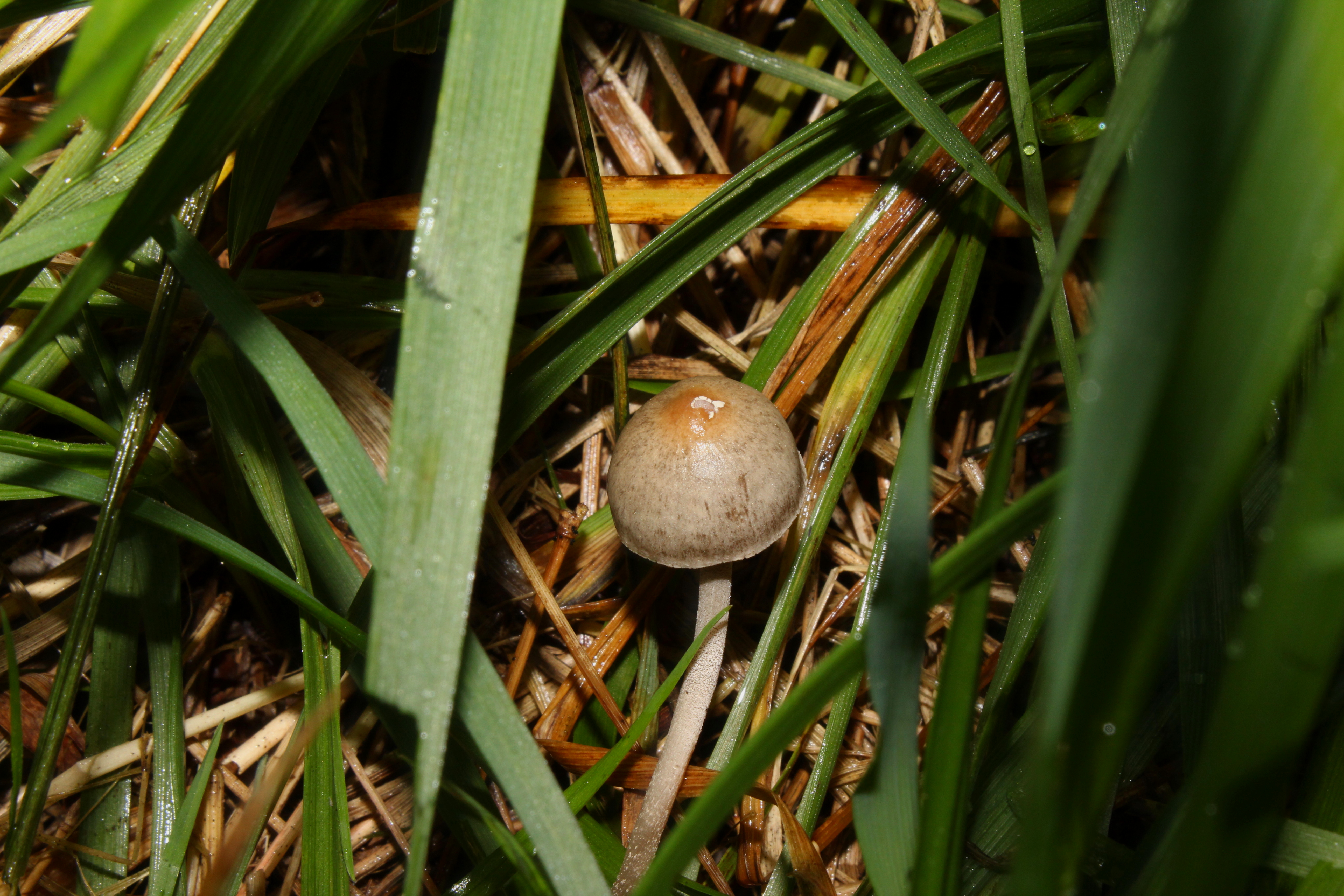